# Хронологија Народноослободилачке борбе јун 1941.
Хронолошки преглед важнијих догађаја везаних за Народноослободилачку борбу народа Југославије, који су се десили током јуна месеца 1941. године:
| ← мај · Хронологија Народноослободилачке борбе у 1941. години · јул → 1 · 2 · 3 · 4 · 5 · 6 · 7 · 8 · 10 · 13 · 14 · 18 · 20 · 22 · 23 · 24 · 25 · 26 · 27 · 28 · 29 · 30 |

### 1. јун
- У Љубљани отпочела дводневна шира Конференција Комунистичке партије Словеније, којој је присуствовало око 30 представника партијских организација. Конференција је усвојила више закључака о даљем раду партијских организација у новим условима окупације и припрема за оружану борбу. На Конференцији су реферате поднели Едвард Кардељ и Миха Маринко и донет је закључак да све партијске организације приступе припремама за оружани устанак.[1]

### 2. јун
- У село Корита, код Билеће, упала група усташа из Фазлагића Куле и других места у околини Гацка, на челу са Херманом Тогоналом Крешом, усташким повереником за срез Гацко. Тада је ухапшено око 140 Срба, који су држани и мучени три дана у згради локалне школе. У ноћи 4/5. јуна, 120 ухапшених је одведено до Коритске јаме, и тамо убијано маљевима и бацано у јаму. У селу Корита је 5. јуна побијено још пет мештана, а истог дана од стране истих починилаца убијено је седам становника оближњег села Заградци.[2]
- У селу Удрежњу, код Невесиња усташе извршиле покољ у коме су побиле 28 Срба, махом стараца и жена.[2]
- Из Словенске Бистрице кренуо први транспорт словеначког становништва, које су немачке окупационе власти пресељавале у Србију. До 10. јула у Србију је транспортовано 7.177 Словенаца, а Хајнрих Химлер је 20. августа напредио да се исељавање привремено побустави, до краја рата.[1]

### 3. јун
- Група усташа, под командом натпоручника Фрање Судара упала у село Доњи Дрежањ, код Невесиња. На мосту, познатијем као Гвоздени мост, на реци Заломци им је око 60 сељака, под командом Обрена Ивковића пружило шесточасовни отпор. У току ове борбе, која је била први организовани отпор народа усташким злочинцима, погинула су тројица, а рањена су четворица усташа. Неборачко становништво и покретна имовина су били евакуисани у планине. После пристизања појачања из Невесиња и употребе три авиона, усташе су успеле да продру у село и да га спале.[2]

| 1 2 3 4 5 6 7 8 9 10 11 12 13 14 15 16 17 18 19 20 21 22 23 24 25 26 27 28 29 30 |

### 4. јун
- У Загребу у згради немачког посланства одржана шира конференција представника немачке цивилне управе из Марибора, немачког војног заповедника Београда, немачког посланства у НДХ и владе НДХ. На конференцији су разматрани детаљни планови за исељење Словенаца у Србију и НДХ, као и за исељење Срба из НДХ. Влада НДХ је изразила спремност да да прими онолико словеначких исељеника колико успе да протера Срба. План је предвиђао прогон око 200.000 Словенаца из Штајерске и Горењеске у три узастопне фазе, као и исељивање истог толиког броја Срба из НДХ у Србију.[3]
- Усташе на челу са Леоном Тогоналом, усташким повереникома за срез Љубиње, отпочели хапшења у селима — Влаховићи, Убоско, Поцрње, Капавица, Ранковци и др. У наредна три дана укупно су ухапсили око 170 мушкараца, које су заточили у селу Ранковци. Приликом хапшења у Влаховићима је убијено шест лица. Ликвидације ухапшеника започеле су 8. јуна у близини села Капавице, код истоимене јаме. Са стратишта је успело побећи око 50 људи, али је већина ухапшених, њих 114, убијена и бачена у јаму.[2]

### 5. јун
- У Београду одржан састанак између генералног секретара КПЈ Јосипа Броза Тита и генералног секретара Народне сељачке странке др Драгољуба Јовановића на коме је вођен разговор о сарадњи и удруживању заједничких снага у борби против окупатора. Поред Тита и Јовановића, састанку су присуствовали — Сретен Жујовић, др Иван Рибар и Света Живковић, Јовановићев сарадник. Иако је на састанку постигнут договор о заједничкој сарадњи до тога није дошло, јер се Јовановић повукао и прекинуо везу са КПЈ и више се није одазивао позивима који су му били упућивани.[3]
- Усташе упале у село Корита, код Билеће, где су похватале 180 сељака Срба и бациле их у Голубију јаму, повише самог села.[2]
- У Бергхофу (Трећи рајх) поглавник НДХ Анте Павелић посетио вођу Трећег рајха Адолфа Хитлера и изразио му захвалност на стварању Независне Државе Хрватске (НДХ).[4]
- На планини Калнику, отпочела тродневна конференција Окружног комитета КПХ за Бјеловар у чијем је раду учествовало око 20 делегата, представника свих котарских и месних комитета са подручија Бјеловара. Конференији је присуствовао и члан ЦК КП Хрватске Павле Грегорић, који је присутним делегатима истако потребу за јачањем партијских организација и вођења пропаганде међу широким народним масама у вези са пружањем отпора фашистичким окупаторима.[5]

| 1 2 3 4 5 6 7 8 9 10 11 12 13 14 15 16 17 18 19 20 21 22 23 24 25 26 27 28 29 30 |

### 6. јун
- У току ноћи 6/7. јун група од око 150 сељака-устаника из села Гатачког поља, предвођена свештеником Радојицом Перишићем напала и уништила жандармеријске станице у Степену и Казанцима и порушили пут, један већи мост и пресекли телефонске и телеграфске везе између Гацка и Билеће. Током 7. јуна борбе су се пренеле и у друга села, а жандармеријске станице су уништене у селима Јасенику и Врби. После интервенције једне домобранске чете из Билеће устаници су се повукли у своја села, у која се непријатељ није усуђивао да крене. Да би обуздале устанак усташе су у Гацку ухапсиле 200 угледнијих Срба, које су задржали као таоце.[2]
- Из Логора Керестинец, смештеног у некадашњем дворцу, у близини села Керестинеца, код Загреба, Раде Кончар, секретар ЦК КП Хрватске, ослободио Риголета Мартинија, италијанског комунисту и члана ЦК КП Италије. Мартини је био ухапшен у Југославији 13. јануара, а по доласку усташа је пребачен у овај логор. Кончар је у логор дошао аутомобилом и представио се као Мартинијев адвокат, који је дошао да с њим разговара. Искористивши непажњу стражара, Мартини је ушао у кола и успео да побегне. Потом се једно време скривао у окупираном Загребу.[6]

### 7. јун
- За новог војног команданта Територије војноуправног команданта Србије постављен генерал Лудвиг фон Шредер. На овој функцији се задржао до 27. јула, када га је заменио генерал Хајнрих Данкелман.[7]

| 1 2 3 4 5 6 7 8 9 10 11 12 13 14 15 16 17 18 19 20 21 22 23 24 25 26 27 28 29 30 |

### 8. јун
- У шумској кући на Шехитлуцима, код Бање Луке, одржано је саветовање Обласног комитета КПЈ за Босанску крајину. Саветовањем је руководио секретар Обласног комитета Ђуро Пуцар Стари, а присуствовали су — Осман Карабеговић, Велимир Стојнић, Бранко Бабич, Љубо Бабић, Васо Бутозан, Шефкет Маглајлић, Бошко Шиљеговић, Илија Дошен, Јосип Мажар Шоша, Ивица Мажар, Мићо Шурлан, Карло Ројц, Касим Хаџић и Реља Лукић. Учесници саветовања упознати су са одлукама и закључцима Мајског саветовања ЦК КПЈ одржаног у Загребу. Постављени су задаци да се партијске организације боре против политике окупатора и усташа на распиривању мржње између Срба, Хрвата и Муслимана и истакнут значај борбе за братство и јединство. Постављен је задатак за припреме оружаног устанка за борбу против окупатора и разматране су организационо-политичке мере око његовог припремања. Одређени су чланови Обласног војног комитета за Босанску крајину - Осман Карабеговић, Бранко Бабич, Касим Хаџић и Јосип Мажар Шоша.[2][6]
- На једном салашу, поред Пожаревца, одржана Окружна конференција КПЈ за Пожаревац, којој је присуствовало 20 делегата. Присутан је био и Мома Марковић, делегат Покрајинског комитета КПЈ за Србију. На конференцији су разматране припреме за устанак и договоарано ангажовање омладине на припремама устанка.[6]

### 10. јун
- У Петровграду одржана састанак Покрајинског комитета КПЈ за Војводину, на коме су донете одлуке у вези састава Покрајинског комитета КПЈ и СКОЈ-а. Чланови ПК КПЈ су били: Жарко Зрењанин, Тоза Марковић, Иван Вијоглавин, Радивој Ћирпанов, Ерне Киш, Соња Маринковић, Гордана Ивачковић, Ђорђе Зличић и Стеван Јовановић. У чланство ПК КПЈ је у току јула био укључен и Ратко Митровић, члан ЦК СКОЈ-а, који је у Банат био упућен од стране ЦК КПЈ.[6]
- У Ужицу, у присуству секретара Покрајинског комитета КПЈ за Србију Благоја Нешковића, одржан састанак Окружног комитета КПЈ за Ужице на коме се говорило о новонасталој ситуацији и о припремама за оружани устанак.[6]

| 1 2 3 4 5 6 7 8 9 10 11 12 13 14 15 16 17 18 19 20 21 22 23 24 25 26 27 28 29 30 |

### 13. јун
- На великом усташком збору испред фрањевачког манастира у Хумцу, код Љубушког, који је организован поводом светог Антуна, односно прославе имендана усташког вође Анте Павелића, партијска организација КПЈ из Љубушког организовала растурање летака са првомајским прогласима ЦК КПЈ и ПК КПЈ за БиХ. Истог дана растурање летака је вршено и у центру Љубушког, као и у околним селима — Бијачи, Звирићима, Студенцима, Грабу и Вашаровићима. Наредног дана усташе су похапсиле већину чланова и неколико симпатизера КПЈ из Љубушког и околине и на тај начин у потпуности разбиле партијску организацију (која је обновљена тек 1942. године).[2]

### 14. јун
- У Београду Комесарска управа Милана Аћимовића донела „Уредбу о унутрашњој управи у Банату“, којом је сва управна власт на територији Баната пренета на тада формирано Надлештво помоћника бана Дунавске бановине, које се налазила у рукама немачке националне мањине.[7]
- Мађарске окупационе јединице извршиле присилно исељавање око 500 становника из села Мошорина, код Титела и око 500 становника из насеља Фернбах (данас Алекса Шантић) и Растина, код Сомбора.[7]

### Средина јуна
- У Загребу одржан састанак ЦК КП Хрватске, којим је руководио секретар ЦК Раде Кончар. На састанку је донета одлука о формирању партијских организација у домобранству Независне Државе Хравтске са циљем да се преко њих утиче на антифашистички оријентисане војнике и официре. За рад на формирању партијских организација у домобранству био је задужен Драгутин Саили.[6]
- У Бањалуци одржан први састанак Обласног војног комитета за Босанску крајину, којим је руководио члан Покрајинског војног комитета Махмут Бушатлија, пренете су директиве о стварању диверзантских група и мреже војних повереника и именовани су срески војни повереници за срезове — Босанско Грахово, Босански Петровац, Кључ, Босанска Крупа, Босански Нови, Босанска Дубица, Приједор, Прњавор, Јајце и Мркоњић-Град.[2]
- У Скопљу, на иницијативу Лазара Колишевског и Маре Нацеве, одржан састанак Покрајинског комитета КПЈ за Македонију, којем су присуствовали и чланови Месног комитета КПЈ за Скопље. Колишевски је на састанку оштро осудио ставове секретара ПК Методија Шаторова, захтевајући да Покрајински комитет прихвати ставове и линију КП Југославије о оружаној борби против окупатора и да поништи одлуку о прикључењу ПК за Македонију Бугарској радничкој партији (комуниста) (БРПк). Шаторов и још двојица чланова ПК су се овоме успротивила, али је и поред тога на изричит захтев Колишевског и Нацеве, као и чланова МК КПЈ за Скопље, формирана Војна комисија при ПК. Наредних дана, после овог састанка, Колишевски и Нацева су успели да добију подршку од партијских организација у Скопљу, Прилепу, Тетову, Куманову и др.[8]

| 1 2 3 4 5 6 7 8 9 10 11 12 13 14 15 16 17 18 19 20 21 22 23 24 25 26 27 28 29 30 |

### 18. јун
- У Бановој Јарузи, код Кутине одржана конференција Окружног комитета КПХ за Нову Градишку, којој су присуствовали секретар ЦК КПХ Раде Кончар и члан ЦК КПХ Павле Грегорић. На конференцији је одлучено да се активно ради на омасовљењу партијске организације и врше припреме за подизање оружаног устанка. На конференцији је било речи и о раду комуниста међу члановима ХСС-а, као и о деловању чланова КПЈ међу појединим народима — истакнуто је да се више ради на ангажовању Чешке и Словачке националне мањине и да се посебна брига посвети српском становништву које је од почетка окупације било изложено усташком терору.[9]
- Усташе из Боричевца и Кулен Вакуфа, на челу са Винком Матаијом, извршиле покоље над српским становништвом на подручју среза Доњи Лапац. Најпре су упали у село Бубањ и одвели шест становника затечених у пољским радовима, а недуго потом још четворицу становника. На исти начин су упадали и у околна села - Дољани (одведено 7 лица), Мишљеновац (одведено 19), Доњи Срб (одведено 12), Доњи Штрпци (одведено 6), Беглуци (одведено 4), Бировача (одведено 3), Бушевић (одведено 15) и Кестеновац (одеведено 7). Од боричевачких усташа страдали су и становници села Небљуси, од којих је 65 побацано у јаму у Боричевцу.[5]

### 20. јун
- У Тузли, у присуству Угљеше Даниловића, члана Покрајинског комитета КПЈ за Босну и Херцеговину, одржано заједнички састанак Обласног и Месног комитета КПЈ за Тузлу, на коме разматране дотадашње припреме за устанак. На састанку је констатовано да је у Тузли и ближој околини формирано 11 група, које ће служити као база за формирање партизанских јединица.[9]
- У Мостару, у присуству двојице делегата Покрајинског комитета КПЈ за Босну и Херцеговину, одржано Обласно саветовање КПЈ за Херцеговину, на коме су разматране дотадашње припреме за устанак.[9]

### 22. јун
- У раним јутарњим часовима, без објаве рата, Трећи рајх напао Совјетски Савез, чиме је отпочео Велики отаџбински рат совјетског народа. Јаке немачке снаге — 152 дивизије са око 3,3 милиона војника, 3.410 тенкова, 3.940 авиона и др, биле су потпомогнуте јединицама својих савезница — 13 румунских дивизија, 13 финских, 3 италијанске и 2 словачке.[4]
- У Београду одржана седница Политбироа ЦК КПЈ, поводом напада Немачке на СССР, на којој су разматране мере које Партија мора предузети. Седницом је руководио генерални секретар КПЈ Јосип Броз Тито, а присуствовали су — Иван Милутиновић, Александар Ранковић, Милован Ђилас, Иво Лола Рибар, Сретен Жујовић и Светозар Вукмановић. Оцењено је да су се уласком СССР-а у рат створили објективни услови за покретање народа у оружану борбу поротив окупатора. У складу са овим оценама донете су одлуке да све партијске организације приступе стварању борбених јединица — диверзантских група у партизанских одреда. На седници је усаглашен и текст прогласа ЦК КПЈ, у коме се каже: Ви који стењете под окупаторском чизмом, сви ви који љубите слободу и независност, који нећете фашистичког ропства - знајте да је куцнуо час борбе за ваше ослобођење од фашистичког освајача… Пролетери свију крајева Југославије, на своја места - у прве борбене редове! Збијте чврсто своје редове око ваше авангарде, КП Југославије!… Спремајте се хитно за последњи и одлучни бој! Уништавајте фашисте!.[10][9]
- У шуми Брезовици, у близини села Жабно, код Сиска, по одлуци Окружног комитета КП Хрватске за Сисак, формиран Сисачки партизански одред (ово је био први партизански одред у Југославији). Одред је имао свега 39 бораца, а његов командант је био Владо Јанић Цапо.[10]
- У Загребу одржан састанак ЦК КП Хрватске, поводом напада Немачке на СССР, на коме је усаглашен текст прогласа, у коме су „грађани Хрватске позвани да бојкотују настојање усташке владе да помогне Хитлеру“.[5]
- У Љубљани одржан састанак ЦК КП Словеније, поводом напада Немачке на СССР, на коме је од дотадашње Војне комисије формирано Врховно заповедништво словеначких партизанских чета, за чијег је команданта одређен Франц Лескошек, а за политичког комесара Борис Кидрич. Такође је састављен текст летка поводом агресије на СССР.[11]
- У Панчеву, у згради бивше фабрике за прераду свиле, формиран логор „Свилара“. Овај логор је био сабирни логор за прикупљање Јевреја и других противника немачких окупационих власти. До краја септембра, када је логор био расформиран, кроз њега је прошло око 1.600 људи.[7]
- У близини Пријепоља одржано партијско саветовање, коме су присуствовали делегати из свих партијских организација Санџака. Саветовањем је руководио секретар Обласног комитета КПЈ за Санџак Рифат Бурџовић, који је поднео реферат о војно-политичкој ситуацији и задацима партијских организација. Закључено је да се убрзају припреме за оружани устанак и развије интензивнији рад међу народом.[7]
- У селу Братмиловце, код Лесковца, у присуству Василија Бухе, члана ПК КПЈ за Србију и Драгог Стаменковића, члана ПК СКОЈ-а за Србију, одржано саветовање Окружног комитета КПЈ за Лесковац на коме је анализиран рад партијске организације.[11]

| 1 2 3 4 5 6 7 8 9 10 11 12 13 14 15 16 17 18 19 20 21 22 23 24 25 26 27 28 29 30 |

### 23. јун
- У Београду одржан састанак Покрајинског комитета КПЈ за Србију, поводом напада Немачке на Совјетски Савез. На састанку су одмах разматрани конкретни задаци око организовања оружане борбе у Србији и донета одлука да се чланови Покрајниског комитета и инструктори упуте у разне крајеве Србије и да тамо непосредно пренесу одлуке ПК и на лицу места предузму одговарајуће мере. Милош Минић је упућен у Ваљево, Миле Ивковић у Шабац, Милан Мијалковић у Ужице и Чачак, Мирко Томић у Крушевац и Краљево, Василије Буха у Зајечар, Добривоје Радосављевић у Ниш и Лесковац, Светислав Стефановић Ћећа у Крагујевац, Мома Марковић у Пожаревац и Петар Стамболић у Поморавље док је у Београду остао Биро Покрајинског комитета.[11]
- У Петровграду, одржан састанак Покрајинског комитета КПЈ за Војводину, којим је руководио Жарко Зрењанин. На почетку састанка Зрењанин је присутне упознао са одлукама Политбироа ЦК КПЈ, а потом је одлучено да се убрзају припреме за оружани устанак — да се војне дестине и ударне групе по селима и градовима претварају у партизанске десетине и одреде; да се чланови КПЈ и СКОЈ-а укључе у одреде или да пређу у потпуну илегалност. На седници је такође донета одлука да се уместо Војног комитета при Покрајинском комитету формира Штаб Народноослободилачких партизанских одреда Војводине, у саставу — Данило Грујић, командант, Тоза Марковић, политички комесар и Жарко Турински, члан. Дата је и директива да се формирају штабови при окружним и среским комитетима и састављен „Проглас народима Војводине“, са позивом на борбу, који је касније умножен на српском, мађарском и немачком језику.[11]
- У Гацком и Автовцу, од стране локалних и западнохерцеговачких усташа, под руководством Фрање Судара, похапшена већина српских одраслих мушкараца. У Гацком је одма на лицу места, на свиреп начин убијено 18 лица, а остатак је у ноћи 23/24. јуна транспортован у Невесиње, где је убрзо потом убијено 28 становника Гацка и Автовца.[2]
- У селима Поповог поља, у источној Херцеговини — Величани, Дубљани, Драчево, Дријењани, Мркоњић и Туље, усташе предовђене Видом Жутцем и Леоном Тогоналом, похапсиле 168 становника које су сутрадан доведени код јаме у Ржаном долу, код села Котеза, на путу Љубиње-Требиње, где су побијени или живи бачени у јаму.[2]
- У селу Врбица, код Билеће, усташе из Фазлагића Куле извршиле убиство 29 становника.[2]
- У Београду при Специјалној полицији Управе града Београда, формиран Четврти антикомунистички одсек, чији је задатак био откривањ и хапшење комуниста у окупираном Београду. Шеф Четвртог антикомунистичког одсека, током већег дела рата, био је Бошко Бећаревић.[7]
- У Београду, Специјална полиција извршила претрес куће Цирила Жужека, у којој се налазила скривена штампарија ПК КПЈ за Србију. Приликом претреса куће, штампарија није била откривена, али је агент Ђорђе Космајац препознао бившег шпанског борца Владету Поповића Пинецког и ухапсио га, заједно са власником куће Цирилом Жужеком и доктором Радомиром Герићем (Пинецки и Жужек су убрзо потом стрељани, а Герић упућен у логор на Бањици).[12]
- У Београд, из Македоније, допутовао Лазар Колишевски, члан ПК КПЈ за Македонију и поднео извештај Централном комитету КПЈ о стању у Покрајинском комитету КПЈ за Македонију. Он је ЦК КПЈ информисао да је секретар ПК Методије Шаторов партијску организацију КПЈ у Македонији одцепио од КПЈ и припојио је Бугарској радничкој партији (комуниста) (БРПк). На овај начин је ЦК КПЈ био информисан о стању у Македонији и предузео мере код Коминтерне да се ово питање реши.[8]
- У Загребу, емитована прва емисија илегалне радио станице, која се налазила у стану Стјепана Енгла. Тада је прочитан „Проглас ЦК КПХ поводом напада на СССР“. Радио станица је емитовала вести сваког дана у трајању од 15-20 минута. После пар дана, станица је била пренесена у стан на Селској цести, а потом је још неколико пута мењала локације, да би на последњој локацији у партијском склоништу у Врбничкој улици бр. 35 била откривена у изненадној полицијској рацији.[11]

| 1 2 3 4 5 6 7 8 9 10 11 12 13 14 15 16 17 18 19 20 21 22 23 24 25 26 27 28 29 30 |

### 24. јун
- Устаници из Лукавца и Зовог Дола, под руководством Дукице Граховца, напали и уништили жандармеријску станицу у Лукавцу, чиме је отпочео масовни устанак у источној Херцеговини. Устанак се убрзо проширио и на остале срезове и за пет дана су биле уништене жандармеријске станице — у невесињском срезу у Лукавцу, Риљима, Кифином Селу и Трусини; у гатачком срезу у Фојници и у билећком срезу у Крстачама. Такође су нападнути и блокирани Невесиње и Гацко, заузет Автовац, порушено више мостова, на свим линијама посечене телеграфско-телефонске жице, оборена три авиона, заоплењене велике количине наоружања и муниције.[2]
- У Загребу усташка редарствена служба ухапсила четворицу чланова СКОЈ-а током дељења летака са „Прогласом ЦК КПХ поводом напада на СССР“. Пар дана касније, 27. јуна, објављен је Оглас у коме је грађанство Загреба обавештено о стрељању тројице ухапшених — Стејпана Шкрњуга, члана МК СКОЈ-а за Загреб, Ивана Шикића и Вилима Гашпаревића, док је смртна казна Стјепану Крзнарићу, замењена затворском у трајању од 20 година. Ово је био први усташки оглас у коме се говорило о лецима „комунистичког садржаја“.[13]
- У Бихаћу, по наређењу жупника и усташког функционера, Љубомира Кватерника отпочела масовна депортација становништва српске и јеврејске националности. Бихаћки Срби су протерани у Босански Петровац, а Јевреји у Кулен Вакуф, где су се привремено задржали, а потом су и они пребачени у Босански Петровац. Почетком јула, јевреји су били изоловани у згради петровачке болнице, назване „сабирни логор“. Одатле су почетком септембра пребачени у Приједор, где су били смештени у кућама локалних Јевреја. Усташе су потом дозволиле бихаћким Јеврејима да се преселе у градове у Босни, изузев Бихаћа, што је већина учинила. Међутим, највећи дио бихаћких Јевреја био је убијен у усташким логорима у периоду од 1941. до 1943. године.[2]
- У Бијељини, усташе ухапсиле 27 људи, међу којима и једну жену. У овој групи ухапшених је било 12 комуниста, међу којима и Димитрије Лопандић, некадашњи члан организације „Црвена правда“ и један од организатора атентата на министра Драшковића, 1921. године. Спроведен је у логор Керестинец, где је у покушају групног бега страдао, у току ноћи 13/14. јула.[14]

### 25. јун
- Одржан састанак Окружног комитета КПЈ за Ваљево на коме је донета одлука о формирању Ваљевског партизанског одреда. Састанку је присуствовао инструктор ПК КПЈ за Србију Милош Минић и тада је за команданта Одреда одређен Здравко Јовановић, а за политичког комесара Милосав Милосављевић. У току ноћи 25/26. јуна у селу Бањанима, код Уба, формирана је Тамнавска чета, која је потом ушла у састав Ваљевског одреда, након његовог формирања 11. јула.[7]
- У неколико села Дабарског поља, у столачком срезу — Попрати, Шћепан Крст, Хргуд и Дабрица, усташе отпочеле дводневни покољ српског становништва у коме је убијено око 260 људи. Масовна хапшења су организовале локалне усташе и група усташа из Љубушког и Чапљине. Већина убијених је убијана на Видовом пољу.[2]
- У ноћи 25/26. јуна у близини Опузена, код Метковића, усташе стрељале део похапшених Срба из столачког среза, њих око 230. Међу стрељанима је био и др Иво Боснић-Ковачић, Хрват из Опузена, који се јавно успротивио вршењу ових злочина.[2]
- У Дрвару усташе похапсиле 60 Срба, а потом их спровели у усташки затвор у Бихаћу, одакле су крајем јула одведени на стратиште на Гаравицама где су убијени.[2]

| 1 2 3 4 5 6 7 8 9 10 11 12 13 14 15 16 17 18 19 20 21 22 23 24 25 26 27 28 29 30 |

### 26. јун
- У селима у околини Мостара, усташе отпочеле масовна хапшења Срба. Хапшења су вршена у селима Бијело Поље, Раштани, Гнојнице, Ортијеш, Лакшевине, Мало Поље, Благај, Ходбина, Богодол, Пијесци и Житомислићи. Током хапшења вршени су и злочини. У близини Домановића и Близанаца, убијено је 50 мушкараца из Пијесаца и Житомислића, међу којима и седморица монаха из манастира Житомислић. У близини села Градац, код Широког Бријега, убијено је пет мушкараца и девет жена из села Богодол. Ова масовни злочини заустављени су крајем јуна, доласком у Мостар домобранског генерала Владимира Лаксе, који је у циљу смиривања побуњеног српског становништва у Херцеговини, привремено обуставио покоље и 30. јуна пустио на слободу око 300 људи заточених у Мостару.[2]
- У близини села Паљев До, на путу Мостар—Невесиње, невесињски устаници разбили једну чету усташа и домобрана и вод жандарма. Између осталог запленили око 100 пушака, 6 пушкомитраљеза и два камиона.[2]

### 27. јун
- У Београду одржана седница Централног комитета КПЈ на којој је донета одлука да се уместо постојећег Војног комитета формира Главни штаб Народноослободилачких партизанских одреда Југославије. За команданта Главног штаба именован је Јосип Броз Тито, а за чланове — Александар Ранковић, Едвард Кардељ, Иван Милутиновић, Раде Кончар, Милован Ђилас, Франц Лескошек, Иво Лола Рибар, Сретен Жујовић и Светозар Вукмановић.[15]
- Домобрански батаљон, ојачан са четом усташа, наступајући путем Мостар—Невесиње, од железничке станице Бишине, успео да пробије устаничке положаје и да уђе у блокирано Невесиње.[2]

### 28. јун
- У Загребу, Јосип Копинич, шефом Коминтерниног пункта за везу у Загребу упутио писмо Централном комитету КП Хрватске у коме га је оптужио да „отеже покретање диверзантских и оружаних акција против окупатора и да непризнаје Коминтернине директиве“. Он је потом Коминтерни упутио депеше у којима је изнео оптужбе на рачун рада ЦК КПХ. После сукоба са ЦК КПХ, Копинич је остварио велики утицај на Месни комитет КПЈ за Загреб, од којег је покушао да формира нови ЦК КПХ (сукоб између Копинича и ЦК КПХ разрешен је тек на седници ЦК КПХ 13. јула).[16]
- На Белом Брегу, у близини Зајечара, одржано саветовање Окружног комитета КПЈ за Тимочку крајину, на коме је одлучено да почну припреме за оружану борбу и да се формирају — Бољевачки, Тимочко-заглавски и Крајински партизански одред. На састанку је одређен командни кадар одреда и утврђен општи план војног деловања. Саветовању су присуствовали Василије Буха, члан ПК КПЈ за Србију, Миленко Брковић Црни, секретар ОК КПЈ, као и Добривоје Радосављевић Боби, Живан Васиљевић Марко, Јеремија Илић Јегор, Димитрије Тодоровић Каплар, Љубомир Нешић, Љубомир Радуловић Крња и Јанко Симеоновић Студент.[7]
- Око 300 устаника из гатачког среза и пограничних црногорских села напало и заузело Автовац, који је бранило око 200 домобрана и 50 мештана, који су се повукли у Гацко. У току борбе је био оборен и један домобрански авион. Покушај да се продужи напад и заузме Гацко, није успео услед дезорганизованости и недисциплине коју су, противно договору, који је донесен пре напада, испољили поједини националистички елементи подстрајкивањем устаника на пљачку и убијање муслиманског становништва.[2]

| 1 2 3 4 5 6 7 8 9 10 11 12 13 14 15 16 17 18 19 20 21 22 23 24 25 26 27 28 29 30 |

### 29. јун
- На Бубањи, у близини села Глушци, код Богатића, у присуству Милета Ивковића и Вукице Митровић чланова Покрајинског комитета КПЈ за Србију, одржана Окружна партијска конференција КПЈ за Шабац. Конференцијом, којој је присуствовало 14 делегата, руководио Добросав Радосављевић, секретар Окружног комитета КПЈ за Шабац. На Конференцији је разрађен план активности на организовању устанка и донета одлука о формирању Мачванског партизанског одреда, као и изабрани нови Окружни и Месни комитет КПЈ за Шабац.[16]
- Усташе упале у село Присоје, код Сиња и похватале 94 лица, које су потом одвели у планину Грабовицу и тамо их побиле и бациле у јаму Голубинку.[5]

### 30. јун
- У близини села Плужине, код Невесиња, устаници из невесињског и гатачког среза поразили две чете домобрана.[2]
- У близини фрањевачког манастира у Хумцу, код Љубушког, усташе убиле 86 Срба и бациле их у јаму у близини самостана. Убијени су били са подручја Стоца, а доведени су камионима из Чапљине.[2]
- Мостарски надбискуп фра Алојзије Мишић упутио посланицу у којој је осудио покоље, пљачку и друга насиља усташа у Херцеговини.[2]

### Крај јуна
- У Београду одржан састанак Централног комитета СКОЈ-а, коме су присуствовали Иво Лола Рибар, Јован Стојсављевић, Рато Дугоњић и Ратко Митровић. На овом састанку се говорило о организовању устанка, а Лола је осталима пренео ставове ЦК КПЈ о овом питању. На састанку је било закључено да све организације СКОЈ-а треба да убрзају припреме за покретање оружане борбе и да ЦК СКОЈ-а упути проглас омладини Југославије са позивом у борбу против окупатора.[16]
- У Скопљу штампан Проглас поводом напада немачке на СССР, у којем се македонски народ не позива на оружану борбу, већ само на „солидарност и симпатије према совјетском народу“. Проглас је издао Покрајински комитет КПЈ за Македонију, на челу са Методијем Шаторовим, а потписан је са Покрајински комитет Радничке партије Македоније.[8]
- У Београду одржан састанак Политбироа ЦК КПЈ на којој је донета одлука да се Методије Шаторов, секретар ПК КПЈ за Мaкедонију, искуључи из КПЈ и договорено да Лазар Колишевски поново отпутује за Македонију и спроведе одлуке ЦК КПЈ, преносећи македонским комунистима ставове ЦК КПЈ поводом организовања устанка у Југославији.[17]
- Преко пункта за везу Коминтерне у Загребу, којим је руководио Јосип Копинич, Јосип Броз Тито прима депешу Коминтерне, упућену ЦК КПЈ 22. јуна, којом се КПЈ позива да предузме све мере да би подупрла и олакшала борба Совјетског Савеза. Такође у овој депеши Коминтерна је упозоравала да се у садашњој етапи ради о ослобођењу од фашистичког окупатора, а не о социјалистичкој револуцији. Део текста депеше гласи: Отаџбински рат који води својетски народ против разбојничког напада са стране Хитлeра јесте дивовска борба на живот и смрт, од чијег исхода зависи не само судбина Совјетског Савеза, већ и судбина вашег народа. Куцнуо је час када су комунисти дужни подићи народ на отоврену борбу против окупатора…. По пријему ове депеше, Тито је преко Копинича, Коминтерни послао депешу у којој је известио о догађајима у Југославији и акцији коју је КПЈ предузела након напада Немачке на СССР.[17]
- Обласни комитет КПЈ за Косово и Метохију издао Проглас поводом напада Немачке на СССР, у коме се „позива српски, црногорски и шиптарски радни народ да јединствено поведе борбу под руководством КПЈ за потпуно национално, политичко и економско ослобођење“.[7]
- У Пећ, из Албаније дошао представник албанских комунистичких група који је успоставио везу са Обласним комитетом КПЈ за Косово и Метохију и са њима водио разговоре о сарадњи између КПЈ и комунистичког покрета у Албанији.[16]

| 1 2 3 4 5 6 7 8 9 10 11 12 13 14 15 16 17 18 19 20 21 22 23 24 25 26 27 28 29 30 |